# Meteorologiåret 1996

## Händelser

### Januari
- 7-8 januari - Nordöstra USA drabbas av värsta snöovädret i "mannaminne". Skolorna stänger igen på grund av snöstorm för första gången sedan 1978, trafiken lamslås och Wall Street-börsens öppnande för dagen försenas.[1]
- 17 januari – Flera isstormar drabbar Twin Cities i Minnesota, USA. En fot snö faller över delstatens centrala delar.[2].
- 18 januari – Snöstormar drabbar övre mellanvästra USA [2].

### Februari
- 2 februari – Guvernör Arne Carlson i Minnesota, USA ger order om att ställa in skoldagen i delstaten då rekordkyla råder [3].
- 8 februari – Regn- och snöoväder ger blandat väder med is och regni Minnesota, USA. Blixten skadar ett hus i Edina [3].
- 26 februari – Efter en snöstorm i Milaca i Minnesota, USA slår blixten till vid ett fyrverkerilager, som exploderar. En anställd skadas, och flera hem i området skadas.[3].

### April
- 21 april - Djup tjäle i marken i Sverige gör att Allsvenskan i fotboll startar skjuts upp med 13 dagar.[4]
- 25 april – International Falls Airport i Minnesota, USA stänger för andra gången någonsin efter snöovädret [5].
- 27 april – Sjöar i centrala och norra Minnesota, USA ligger fortfarande frusna [5].

### Maj
- 13 maj - Stormar och en tornado dödar 600 personer i Bangladesh.
- 30 maj - Hoover Institution släpper en optimistisk rapport om att global uppvärmning kan minska dödligheten i USA och ge amerikanerna värdefulla fördelar.[6]

### Juni
- Juni-augusti - Sverige upplever en varm sommar [7].
- 11 juni – 5.91 inch nederbörd faller över Mankato i Minnesota, USA och orsakar jordskred [8].
- 28 juni - I Amareleja vid Molteno, Östra Kapprovinsen, Sydafrika uppmäts temperaturen −18.6 °C (−1.5 °F), vilket blir Sydafrikas lägst uppmätta temperatur någonsin [9].

### Juli
- Juli - I Sverige i drabbas Östergötland och sydvästra Småland av översvämning.[10]
- 2 juli – Vid Vágar flygplats, Färöarna uppmäts temperaturen + 1,4 °C, vilket blir Färöarnas lägst uppmätta temperatur för månaden [11].
- 19 juli
  - En F3-tornado utanför centrum i Westminster, Maryland skadas 3 personer och orsakar skador för $5 miljoner.[12]
  - Minst 2 500 personer omkommer vid översvämningar i sydöstra Kina.[4]

### Augusti
- 25 augusti – 146 millimeter nederbörd faller över Hallstaberg, Sverige vilket innebär dygnsnederbördsrekord för Västmanland [13].

### September
- September-oktober - Sverige upplever så kallad brittsommar [14].

### November
- 6 november - Tre personer skadas då deras bilar välter när en tromb drar fram över Moheda i Sverige.[4]

### December
- 24 december – Danmark upplever snöfattig jul [15].
- 25 december - Med 9 °F uppmäts nytt värmerekord för juldagen i Minnesota, USA [16].

## Avlidna
- 20 juni – Irving P. Krick, amerikansk meteorolog och uppfinnare.
- Okänt datum – Hans Neuberger, tysk-amerikansk meteorolog.

### Fotnoter
1. ↑  Horisont 1996, Bertmarks förlag, sidan 9 - Kraftig snöstorm slog ut New York
2. 1 2  ”Arkiverade kopian”. Arkiverad från originalet den 21 juli 2010. https://web.archive.org/web/20100721154003/http://climate.umn.edu/pdf/day_in_weather_history/january_wx_history.pdf. Läst 16 februari 2011.
3. 1 2 3  ”Arkiverade kopian”. Arkiverad från originalet den 26 juli 2010. https://web.archive.org/web/20100726102650/http://www.climate.umn.edu/pdf/day_in_weather_history/february_wx_history.pdf. Läst 16 februari 2011.
4. 1 2 3   Horisont 1996. Bertmarks
5. 1 2  ”Arkiverade kopian”. Arkiverad från originalet den 16 juli 2010. https://web.archive.org/web/20100716104244/http://www.climate.umn.edu/pdf/day_in_weather_history/april_wx_history.pdf. Läst 16 februari 2011.
6. ↑  ”Health and Amenity Effects of Global Warming”. Arkiverad från originalet den 29 april 2014. https://web.archive.org/web/20140429002856/http://www.stanford.edu/~moore/health.html. Läst 11 april 2011.
7. ↑  Aftonbladet 29 april 2003 - Toppenssommar i juli och augusti
8. ↑  ”Arkiverade kopian”. Arkiverad från originalet den 26 juli 2010. https://web.archive.org/web/20100726102347/http://www.climate.umn.edu/pdf/day_in_weather_history/june_wx_history.pdf. Läst 16 februari 2011.
9. ↑  Details of the temperature, rainfall and wind extremes recorded in SA Arkiverad 7 augusti 2011 hämtat från the Wayback Machine. South African weather service. Läst 22 juni 2010]
10. ↑  ”SMHI”. Arkiverad från originalet den 15 november 2012. https://web.archive.org/web/20121115091411/http://www.smhi.se/kunskapsbanken/hydrologi/1996-ostergotland-och-nordostra-smaland-i-juli-1.12704. Läst 2 februari 2011.
11. ↑  DMI
12. ↑  Westminster, Maryland (MD) Detailed Profile – relocation, real estate, travel, jobs, hospitals, schools, crime, news, sex offenders
13. ↑  SMHI
14. ↑  SMHI
15. ↑  DMI
16. ↑  - Minnesota Climatology Working Group  Arkiverad 26 maj 2011 hämtat från the Wayback Machine.